# Université Senghor d'Alexandrie
 (juin 2023).
 (décembre 2022).
L'université Senghor à Alexandrie (en arabe : جامعة سنجور), officiellement dénommée université internationale de langue française au service du développement africain  (UILFDA), a été créée à Alexandrie (Égypte) en 1990.
L'université Senghor, dont le siège et le campus principal se situent à Alexandrie, est une institution académique internationale spécialisée dans la formation des cadres africains dans divers domaines liés au développement durable. Elle porte le nom de Léopold Sédar Senghor, poète et ancien président du Sénégal, en hommage à son engagement pour la culture et l'éducation en Afrique.

## Historique
Le projet de création d’une université francophone au service du développement africain a été présenté et adopté au Sommet des chefs d’État et de gouvernement des pays francophones, en mai 1989 à Dakar. En octobre 1990, l’université Senghor ouvre. Son nom rend hommage à Léopold Sédar Senghor, grand promoteur de la francophonie et ancien président de la République du Sénégal. Outre Sédar Senghor, les pères fondateurs de l'université sont Maurice Druon, Boutros Boutros-Ghali et René-Jean Dupuy.
Albert Lourde a dirigé l'université pendant 8 ans.
Le 21 juin 2016, le professeur Thierry Verdel est nommé recteur de l’Université Senghor, et le professeur Hany Helal en prend la présidence.

## Mission
La mission de l'université Senghor est de former des professionnels africains capables de contribuer efficacement au développement durable du continent. Elle se concentre sur le renforcement des capacités et la promotion de la coopération panafricaine.

## Programmes de formation
L'université Senghor est une institution de troisième cycle destinée à la formation des cadres africains et des formateurs. Elle oriente leurs compétences vers l'action et l'exercice de responsabilités dans des domaines pour le développement.

### Partenariats

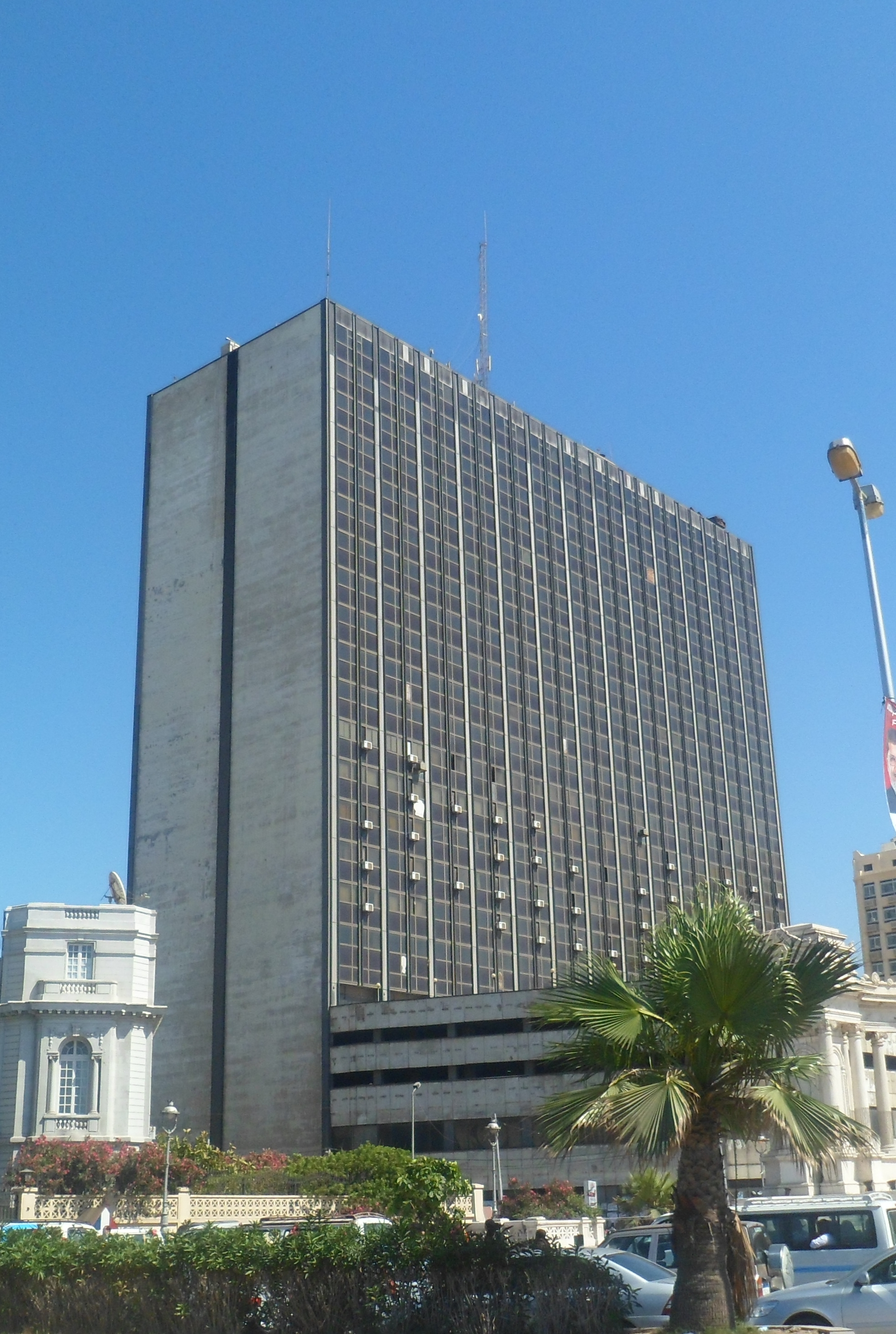
Bâtiment de l'Université Senghor

L'Association Parlementaire Francophone a collaboré avec l'université Senghor d'Alexandrie pour organiser et mettre en œuvre une formation diplômante sur le thème « Administration et organisation du travail parlementaire ». Cette formation a eu lieu au Burkina Faso en 2012, en Côte d'Ivoire en 2013, et en Haïti en 2014.